# Ignacio Solozábal
Ignacio Solozábal Igartua (Barcelona, 8 de janeiro de 1958) é um ex-basquetebolista espanhol que integrou a seleção espanhola que conquistou a medalha de prata disputada nos XXIII Jogos Olímpicos de Verão realizados em Los Angeles em 1984.